# Euro Hockey League 2007-2008
Navigation
2008-2009

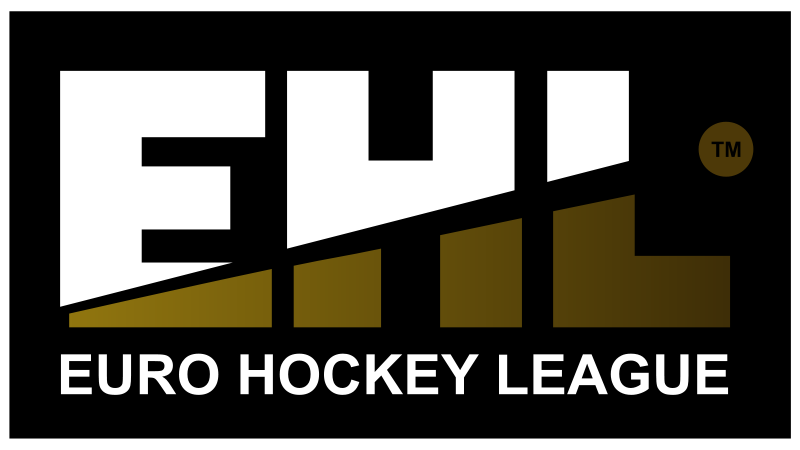
Logo de l’Euro Hockey League

L’Euro Hockey League 2007-2008 est la première édition de l'Euro Hockey League. Elle oppose les vingt-quatre meilleures équipes européennes.

## Déroulement du Tournoi
La compétition se déroule en deux phases. Lors de la première phase, les vingt-quatre équipes participantes sont réparties dans huit groupes. Les deux premières sont qualifiées pour les huitièmes de finale (KO 16).
- Une victoire rapporte cinq points.
- Un nul, deux points.
- Une défaite, par moins de deux buts d'écart, un point.
- Une défaite, par plus de deux buts d'écart, aucun point.

À partir des huitièmes de finale, la compétition devient une compétition à élimination directe.

## Équipes
Pour la Saison 2007/2008
Les équipes dont le pays est placé dans les places 1 à 4 du classement peuvent engager trois équipes :
- Pays-Bas : HC Bloemendaal, HGC Wassenaar et HC Rotterdam
- Espagne : Atletic Terrassa, RC Polo de Barcelona et Club Egara
- Allemagne : Der club an der Alster, UHC Hambourg et Crefelder HTC
- Angleterre : Reading HC, Loughborough Students et Cannock HC

Ceux dont le pays est classé dans les places 5 à 8 peuvent engager deux équipes :
- Pologne : KS Pocztowiec Poznań et WKS Grunwald Poznań
- Belgique : Royal Antwerp et Waterloo Ducks HC
- Russie : Dinamo Kazan HC et Dinamo Elektrostal
- Écosse : Kelburne HC et Grange HC

Et ceux dont le pays est classé dans les places 9 à 12 peuvent engager une équipe :
- France : Saint-Germain-en-Laye Hockey Club
- Irlande : Pembroke Wanderers
- Suisse : Luzerner SC
- Autriche : AHTC Wien

## Phase de Poule

### Groupe A
Les matchs ont eu lieu du 26 au 28 octobre 2007 à Wassenaar (Pays-Bas).
| Pays | Équipes          | Score | Équipes      | Pays |
| ---- | ---------------- | ----- | ------------ | ---- |
|      | Atletic Terrassa | 3-1   | Grange HC    |      |
|      | Atletic Terrassa | 2-4   | HC Rotterdam |      |
|      | HC Rotterdam     | 5-1   | Grange HC    |      |

| Rang | Pays | Équipe           | Points | Joués | Gagnés | Nul | Perdu (écart <2 buts) | Perdus (écart >2 buts) | But Pour | But Contre | Différence |
| ---- | ---- | ---------------- | ------ | ----- | ------ | --- | --------------------- | ---------------------- | -------- | ---------- | ---------- |
| 1    |      | HC Rotterdam     | 10     | 2     | 2      | 0   | 0                     | 0                      | 9        | 3          | +6         |
| 2    |      | Atletic Terrassa | 6      | 2     | 1      | 0   | 1                     | 0                      | 5        | 5          | 0          |
| 3    |      | Grange HC        | 1      | 2     | 0      | 0   | 1                     | 1                      | 2        | 8          | -6         |

### Groupe B
Les matchs ont eu lieu du 2 au 4 novembre 2007 à Anvers (Belgique).
| Pays | Équipes              | Score | Équipes              | Pays |
| ---- | -------------------- | ----- | -------------------- | ---- |
|      | Royal Anwerp         | 3-3   | Dinamo Elektrostal   |      |
|      | RC Polo de Barcelona | 9-2   | Dinamo Elektrostal   |      |
|      | Royal Antwerp        | 1-2   | RC Polo de Barcelona |      |

| Rang | Pays | Équipe               | Points | Joués | Gagnés | Nul | Perdu (écart <2 buts) | Perdus (écart >2 buts) | But Pour | But Contre | Différence |
| ---- | ---- | -------------------- | ------ | ----- | ------ | --- | --------------------- | ---------------------- | -------- | ---------- | ---------- |
| 1    |      | RC Polo de Barcelona | 10     | 2     | 2      | 0   | 0                     | 0                      | 11       | 3          | +8         |
| 2    |      | Royal Antwerp        | 3      | 2     | 0      | 1   | 1                     | 0                      | 4        | 5          | -1         |
| 3    |      | Dinamo Elektrostal   | 2      | 2     | 0      | 1   | 0                     | 1                      | 5        | 12         | -7         |

### Groupe C
Les matchs ont eu lieu du 2 au 4 novembre 2007 à Anvers (Belgique).
| Pays | Équipes        | Score | Équipes             | Pays |
| ---- | -------------- | ----- | ------------------- | ---- |
|      | UHC Hambourg   | 5-1   | WKS Grunwald Poznań |      |
|      | HC Bloemendaal | 3-3   | UHC Hambourg        |      |
|      | HC Bloemendaal | 3-2   | WKS Grunwald Poznań |      |

| Rang | Pays | Équipe              | Points | Joués | Gagnés | Nul | Perdu (écart <2 buts) | Perdus (écart >2 buts) | But Pour | But Contre | Différence |
| ---- | ---- | ------------------- | ------ | ----- | ------ | --- | --------------------- | ---------------------- | -------- | ---------- | ---------- |
| 1    |      | UHC Hambourg        | 7      | 2     | 1      | 1   | 0                     | 0                      | 8        | 4          | +15        |
| 2    |      | HC Bloemendaal      | 7      | 2     | 1      | 1   | 0                     | 0                      | 6        | 5          | -4         |
| 3    |      | WKS Grunwald Poznań | 1      | 2     | 0      | 0   | 1                     | 1                      | 3        | 8          | -11        |

### Groupe D
Les matchs ont eu lieu du 26 au 28 octobre 2007 à Wassenaar (Pays-Bas).
| Pays | Équipes                | Score | Équipes           | Pays |
| ---- | ---------------------- | ----- | ----------------- | ---- |
|      | Der club an der Alster | 2-2   | Waterloo Ducks HC |      |
|      | Der club an der Alster | 1-3   | HGC Wassenaar     |      |
|      | HGC Wassenaar          | 2-2   | Waterloo Ducks HC |      |

| Rang | Pays | Équipe                 | Points | Joués | Gagnés | Nul | Perdu (écart <2 buts) | Perdus (écart >2 buts) | But Pour | But Contre | Différence |
| ---- | ---- | ---------------------- | ------ | ----- | ------ | --- | --------------------- | ---------------------- | -------- | ---------- | ---------- |
| 1    |      | HGC Wassenaar          | 7      | 2     | 1      | 1   | 0                     | 0                      | 5        | 3          | +2         |
| 2    |      | Waterloo Ducks HC      | 4      | 2     | 0      | 2   | 0                     | 1                      | 4        | 4          | 0          |
| 3    |      | Der club an der Alster | 3      | 2     | 0      | 1   | 1                     | 0                      | 3        | 5          | -2         |

### Groupe E
Les matchs ont eu lieu du 2 au 4 novembre 2007 à Anvers (Belgique).
| Pays | Équipes               | Score | Équipes               | Pays |
| ---- | --------------------- | ----- | --------------------- | ---- |
|      | Loughborough Students | 2-1   | Luzerner SC           |      |
|      | Kelburne HC           | 1-3   | Loughborough Students |      |
|      | Kelburne HC           | 5-3   | Luzerner SC           |      |

| Rang | Pays | Équipe                | Points | Joués | Gagnés | Nul | Perdu (écart <2 buts) | Perdus (écart >2 buts) | But Pour | But Contre | Différence |
| ---- | ---- | --------------------- | ------ | ----- | ------ | --- | --------------------- | ---------------------- | -------- | ---------- | ---------- |
| 1    |      | Loughborough Students | 10     | 2     | 2      | 0   | 0                     | 0                      | 5        | 2          | +3         |
| 2    |      | Kelburne HC           | 6      | 2     | 1      | 0   | 1                     | 0                      | 6        | 6          | 0          |
| 3    |      | Luzerner SC           | 2      | 2     | 0      | 0   | 2                     | 0                      | 4        | 8          | -4         |

### Groupe F
Les matchs ont eu lieu du 2 au 4 novembre 2007 à Anvers (Belgique).
| Pays | Équipes              | Score | Équipes            | Pays |
| ---- | -------------------- | ----- | ------------------ | ---- |
|      | Club Egara           | 3-2   | Pembroke Wanderers |      |
|      | KS Pocztowiec Poznań | 2-7   | Club Egara         |      |
|      | KS Pocztowiec Poznań | 3-2   | Pembroke Wanderers |      |

| Rang | Pays | Équipe               | Points | Joués | Gagnés | Nul | Perdu (écart <2 buts) | Perdus (écart >2 buts) | But Pour | But Contre | Différence |
| ---- | ---- | -------------------- | ------ | ----- | ------ | --- | --------------------- | ---------------------- | -------- | ---------- | ---------- |
| 1    |      | Club Egara           | 10     | 2     | 2      | 0   | 0                     | 0                      | 10       | 4          | +6         |
| 2    |      | KS Pocztowiec Poznań | 6      | 2     | 1      | 0   | 1                     | 0                      | 5        | 9          | -4         |
| 3    |      | Pembroke Wanderers   | 2      | 2     | 0      | 0   | 2                     | 0                      | 4        | 6          | -2         |

### Groupe G
Les matchs ont eu lieu du 26 au 28 octobre 2007 à Wassenaar (Pays-Bas).
| Pays | Équipes       | Score   | Équipes                           | Pays |
| ---- | ------------- | ------- | --------------------------------- | ---- |
|      | Crefelder HTC | 2-2     | Saint-Germain-en-Laye Hockey Club |      |
|      | Reading HC    | 1-1     | Crefelder HTC                     |      |
|      | Reading HC    | 1-1     | Saint-Germain-en-Laye Hockey Club |      |
|      |               | Pénalty |                                   |      |
|      | Reading HC    | 1-0     | Crefelder HTC                     |      |

| Rang | Pays | Équipe                            | Points | Joués | Gagnés | Nul | Perdu (écart <2 buts) | Perdus (écart >2 buts) | But Pour | But Contre | Différence |
| ---- | ---- | --------------------------------- | ------ | ----- | ------ | --- | --------------------- | ---------------------- | -------- | ---------- | ---------- |
| 1    |      | Saint-Germain-en-Laye Hockey Club | 4      | 2     | 0      | 2   | 0                     | 0                      | 4        | 4          | 0          |
| 2    |      | Reading HC                        | 4      | 2     | 0      | 2   | 0                     | 0                      | 3        | 3          | 0          |
| 3    |      | Crefelder HTC                     | 4      | 2     | 0      | 2   | 0                     | 0                      | 3        | 3          | 0          |

### Groupe H
Les matchs ont eu lieu du 26 au 28 octobre 2007 à Wassenaar (Pays-Bas).
| Pays | Équipes         | Score | Équipes    | Pays |
| ---- | --------------- | ----- | ---------- | ---- |
|      | Dinamo Kazan HC | 1-2   | Cannock HC |      |
|      | Cannock HC      | 2-1   | AHTC Wien  |      |
|      | Dinamo Kazan HC | 4-1   | AHTC Wien  |      |

| Rang | Pays | Équipe          | Points | Joués | Gagnés | Nul | Perdu (écart <2 buts) | Perdus (écart >2 buts) | But Pour | But Contre | Différence |
| ---- | ---- | --------------- | ------ | ----- | ------ | --- | --------------------- | ---------------------- | -------- | ---------- | ---------- |
| 1    |      | Cannock HC      | 10     | 2     | 2      | 0   | 0                     | 0                      | 4        | 2          | +2         |
| 2    |      | Dinamo Kazan HC | 6      | 2     | 1      | 0   | 1                     | 0                      | 5        | 3          | +2         |
| 3    |      | AHTC Wien       | 1      | 2     | 0      | 0   | 1                     | 0                      | 2        | 6          | -4         |

## Phase Finale
Les huitièmes et les quarts de finale ont lieu du 21 au 24 mars 2008. Les demi-finales et la finale ont lieu le week-end du 10 et 11 mai 2008.

### Qualifiés pour la Phase finale
| Groupe   | 1er du Groupe                     | 2e du Groupe         |
| -------- | --------------------------------- | -------------------- |
| Groupe A | HC Rotterdam                      | Atletic Terrassa     |
| Groupe B | RC Polo de Barcelona              | Royal Antwerp        |
| Groupe C | UHC Hambourg                      | HC Bloemendaal       |
| Groupe D | HGC Wassenaar                     | Waterloo Ducks HC    |
| Groupe E | Loughborough Students             | Kelburne HC          |
| Groupe F | Club Egara                        | KS Pocztowiec Poznań |
| Groupe G | Saint-Germain-en-Laye Hockey Club | Reading HC           |
| Groupe H | Cannock HC                        | Dinamo Kazan HC      |

### Tableau Final
|  | Huitièmes de finale               | Huitièmes de finale               |               |                        | Quarts de finale       | Quarts de finale      |   |  | Demi-finales       | Demi-finales       |  |  | Finale               | Finale               |
|  | Huitièmes de finale               | Huitièmes de finale               |               |                        | Quarts de finale       | Quarts de finale      |   |  | Demi-finales       | Demi-finales       |  |  | Finale               | Finale               |
|  |                                   |                                   |               |                        |                        |                       |   |  |                    |                    |  |  |                      |                      |
|  | Vendredi 21 mars 2008             | Vendredi 21 mars 2008             |               |                        | Dimanche 23 mars 2008  | Dimanche 23 mars 2008 |   |  | Samedi 10 mai 2008 | Samedi 10 mai 2008 |  |  | Dimanche 11 mai 2008 | Dimanche 11 mai 2008 |
|  | Vendredi 21 mars 2008             | Vendredi 21 mars 2008             |               |                        | Dimanche 23 mars 2008  | Dimanche 23 mars 2008 |   |  | Samedi 10 mai 2008 | Samedi 10 mai 2008 |  |  | Dimanche 11 mai 2008 | Dimanche 11 mai 2008 |
|  | UHC Hambourg                      | 4                                 |               |                        | Dimanche 23 mars 2008  | Dimanche 23 mars 2008 |   |  | Samedi 10 mai 2008 | Samedi 10 mai 2008 |  |  | Dimanche 11 mai 2008 | Dimanche 11 mai 2008 |
|  | UHC Hambourg                      | 4                                 |               |                        | Dimanche 23 mars 2008  | Dimanche 23 mars 2008 |   |  | Samedi 10 mai 2008 | Samedi 10 mai 2008 |  |  | Dimanche 11 mai 2008 | Dimanche 11 mai 2008 |
|  | Kelburne HC                       | 3                                 |               |                        | Dimanche 23 mars 2008  | Dimanche 23 mars 2008 |   |  | Samedi 10 mai 2008 | Samedi 10 mai 2008 |  |  | Dimanche 11 mai 2008 | Dimanche 11 mai 2008 |
|  | Kelburne HC                       | 3                                 | UHC Hambourg  | 2                      |                        |                       |   |  | Samedi 10 mai 2008 | Samedi 10 mai 2008 |  |  | Dimanche 11 mai 2008 | Dimanche 11 mai 2008 |
|  | Vendredi 21 mars 2008             |                                   | UHC Hambourg  | 2                      |                        |                       |   |  | Samedi 10 mai 2008 | Samedi 10 mai 2008 |  |  | Dimanche 11 mai 2008 | Dimanche 11 mai 2008 |
|  |                                   | Loughborough Stud.                | 1             |                        |                        |                       |   |  | Samedi 10 mai 2008 | Samedi 10 mai 2008 |  |  | Dimanche 11 mai 2008 | Dimanche 11 mai 2008 |
|  | Loughborough Stud.                | Loughborough Stud.                | 1             | 2                      |                        |                       |   |  | Samedi 10 mai 2008 | Samedi 10 mai 2008 |  |  | Dimanche 11 mai 2008 | Dimanche 11 mai 2008 |
|  | Loughborough Stud.                | Lundi 24 mars 2008                |               | 2                      |                        |                       |   |  | Samedi 10 mai 2008 | Samedi 10 mai 2008 |  |  | Dimanche 11 mai 2008 | Dimanche 11 mai 2008 |
|  | Royal Antwerp                     | 0                                 |               |                        |                        |                       |   |  | Samedi 10 mai 2008 | Samedi 10 mai 2008 |  |  | Dimanche 11 mai 2008 | Dimanche 11 mai 2008 |
|  | Royal Antwerp                     | 0                                 | UHC Hambourg  | 5                      |                        |                       |   |  |                    |                    |  |  | Dimanche 11 mai 2008 | Dimanche 11 mai 2008 |
|  | Samedi 22 mars 2008               |                                   | UHC Hambourg  | 5                      |                        |                       |   |  |                    |                    |  |  | Dimanche 11 mai 2008 | Dimanche 11 mai 2008 |
|  |                                   | Club Egara                        | 2             |                        |                        |                       |   |  |                    |                    |  |  | Dimanche 11 mai 2008 | Dimanche 11 mai 2008 |
|  | Club Egara                        | Club Egara                        | 2             | 3                      |                        |                       |   |  |                    |                    |  |  | Dimanche 11 mai 2008 | Dimanche 11 mai 2008 |
|  | Club Egara                        | Samedi 10 mai 2008                |               | 3                      |                        |                       |   |  |                    |                    |  |  | Dimanche 11 mai 2008 | Dimanche 11 mai 2008 |
|  | HC Bloemendaal                    | 2                                 |               |                        |                        |                       |   |  |                    |                    |  |  | Dimanche 11 mai 2008 | Dimanche 11 mai 2008 |
|  | HC Bloemendaal                    | 2                                 | Club Egara    | 4                      |                        |                       |   |  |                    |                    |  |  | Dimanche 11 mai 2008 | Dimanche 11 mai 2008 |
|  | Samedi 22 mars 2008               |                                   | Club Egara    | 4                      |                        |                       |   |  |                    |                    |  |  | Dimanche 11 mai 2008 | Dimanche 11 mai 2008 |
|  |                                   | Saint-Germain-en-Laye Hockey Club | 0             |                        |                        |                       |   |  |                    |                    |  |  | Dimanche 11 mai 2008 | Dimanche 11 mai 2008 |
|  | Saint-Germain-en-Laye Hockey Club | Saint-Germain-en-Laye Hockey Club | 0             | 1                      |                        |                       |   |  |                    |                    |  |  | Dimanche 11 mai 2008 | Dimanche 11 mai 2008 |
|  | Saint-Germain-en-Laye Hockey Club | Dimanche 23 mars 2008             |               | 1                      |                        |                       |   |  |                    |                    |  |  | Dimanche 11 mai 2008 | Dimanche 11 mai 2008 |
|  | Dinamo Kazan HC                   | 0                                 |               |                        |                        |                       |   |  |                    |                    |  |  | Dimanche 11 mai 2008 | Dimanche 11 mai 2008 |
|  | Dinamo Kazan HC                   | 0                                 | UHC Hambourg  | 1                      |                        |                       |   |  |                    |                    |  |  |                      |                      |
|  | Vendredi 21 mars 2008             |                                   | UHC Hambourg  | 1                      |                        |                       |   |  |                    |                    |  |  |                      |                      |
|  |                                   | HGC Wassenaar                     | 0             |                        |                        |                       |   |  |                    |                    |  |  |                      |                      |
|  | HGC Wassenaar                     | HGC Wassenaar                     | 0             | 7                      |                        |                       |   |  |                    |                    |  |  |                      |                      |
|  | HGC Wassenaar                     |                                   |               | 7                      |                        |                       |   |  |                    |                    |  |  |                      |                      |
|  | KS Pocztowiec Poznań              | 5                                 |               |                        |                        |                       |   |  |                    |                    |  |  |                      |                      |
|  | KS Pocztowiec Poznań              | 5                                 | HGC Wassenaar | 2                      |                        |                       |   |  |                    |                    |  |  |                      |                      |
|  | Vendredi 21 mars 2008             |                                   | HGC Wassenaar | 2                      |                        |                       |   |  |                    |                    |  |  |                      |                      |
|  |                                   | Atletic Terrassa                  | 1             |                        |                        |                       |   |  |                    |                    |  |  |                      |                      |
|  | RC Polo de Barcelona              | Atletic Terrassa                  | 1             | 2 (4)                  |                        |                       |   |  |                    |                    |  |  |                      |                      |
|  | RC Polo de Barcelona              | Lundi 24 mars 2008                |               | 2 (4)                  |                        |                       |   |  |                    |                    |  |  |                      |                      |
|  | Atletic Terrassa                  | 2 (5)                             |               |                        |                        |                       |   |  |                    |                    |  |  |                      |                      |
|  | Atletic Terrassa                  | 2 (5)                             | HGC Wassenaar | 7                      |                        |                       |   |  |                    |                    |  |  |                      |                      |
|  | Samedi 22 mars 2008               |                                   | HGC Wassenaar | 7                      |                        |                       |   |  |                    |                    |  |  |                      |                      |
|  |                                   | HC Rotterdam                      | 4             |                        |                        |                       |   |  |                    |                    |  |  |                      |                      |
|  | HC Rotterdam                      | HC Rotterdam                      | 4             | 6                      |                        |                       |   |  |                    |                    |  |  |                      |                      |
|  | HC Rotterdam                      |                                   |               | 6                      |                        |                       |   |  |                    |                    |  |  |                      |                      |
|  | Waterloo Ducks HC                 | 1                                 |               | Match pour la 3e place | Match pour la 3e place |                       |   |  |                    |                    |  |  |                      |                      |
|  | Waterloo Ducks HC                 | 1                                 | HC Rotterdam  | Match pour la 3e place | Match pour la 3e place | 3                     |   |  |                    |                    |  |  |                      |                      |
|  | Samedi 22 mars 2008               | Samedi 22 mars 2008               | HC Rotterdam  | Dimanche 11 mai 2008   | Dimanche 11 mai 2008   | 3                     |   |  |                    |                    |  |  |                      |                      |
|  | Samedi 22 mars 2008               | Samedi 22 mars 2008               |               | Dimanche 11 mai 2008   | Dimanche 11 mai 2008   | Reading HC            | 2 |  |                    |                    |  |  |                      |                      |
|  | Cannock HC                        | 1                                 | HC Rotterdam  | 2 (4)                  |                        | Reading HC            | 2 |  |                    |                    |  |  |                      |                      |
|  | Cannock HC                        | 1                                 | HC Rotterdam  | 2 (4)                  |                        |                       |   |  |                    |                    |  |  |                      |                      |
|  | Reading HC                        | 2                                 |               | Club Egara             | 2 (3)                  |                       |   |  |                    |                    |  |  |                      |                      |
|  | Reading HC                        | 2                                 |               | Club Egara             | 2 (3)                  |                       |   |  |                    |                    |  |  |                      |                      |

### Classement Final
| Place              | Équipe                            | Résultat                      |
| ------------------ | --------------------------------- | ----------------------------- |
| Médaille d'or      | UHC Hambourg                      | Vainqueur                     |
| Médaille d'argent  | HGC Wassenaar                     | Finaliste                     |
| Médaille de bronze | HC Rotterdam                      | Vainqueur Match pour 3e Place |
| 4                  | Club Egara                        | Perdant Match pour 3e Place   |
| 5                  | Reading HC                        | Éliminé en 1/4 de finale      |
| 5                  | Atletic Terrassa                  | Éliminé en 1/4 de finale      |
| 5                  | Saint-Germain-en-Laye Hockey Club | Éliminé en 1/4 de finale      |
| 5                  | Loughborough Students             | Éliminé en 1/4 de finale      |
| 9                  | Cannock HC                        | Éliminé en 1/8e de finale     |
| 9                  | Waterloo Ducks HC                 | Éliminé en 1/8e de finale     |
| 9                  | RC Polo de Barcelona              | Éliminé en 1/8e de finale     |
| 9                  | KS Pocztowiec Poznań              | Éliminé en 1/8e de finale     |
| 9                  | Dinamo Kazan HC                   | Éliminé en 1/8e de finale     |
| 9                  | HC Bloemendaal                    | Éliminé en 1/8e de finale     |
| 9                  | Royal Antwerp                     | Éliminé en 1/8e de finale     |
| 9                  | Kelburne HC                       | Éliminé en 1/8e de finale     |
| 17                 | AHTC Wien                         | Éliminé au 1er Tour           |
| 17                 | Crefelder HTC                     | Éliminé au 1er Tour           |
| 17                 | Pembroke Wanderers                | Éliminé au 1er Tour           |
| 17                 | Luzerner SC                       | Éliminé au 1er Tour           |
| 17                 | Der club an der Alster            | Éliminé au 1er Tour           |
| 17                 | WKS Grunwald Poznań               | Éliminé au 1er Tour           |
| 17                 | Dinamo Elektrostal                | Éliminé au 1er Tour           |
| 17                 | Grange HC                         | Éliminé au 1er Tour           |